# Bertha Bulcsu-emlékdíj

Bertha Bulcsu az 1980-as évek közepén
Csigó László felvétele

A Bertha Bulcsu-emlékdíj meghívásos pályázat, melyre még nem publikált és nem díjazott, 10 gépelt oldalnyi publicisztikai mű, irodalmi riport küldhető be. Az Írók Alapítványa, valamint Balatonfüred és Balatongyörök városa által alapított díj minden évben Balatonfüreden kerül átadásra 2004 óta.
A Bertha Bulcsu-emlékdíj pályázati feltétele a Balaton és térsége természeti, kulturális értékeinek, sajátosságának és gondjainak a méltó irodalmi bemutatása.

## Díjazottak

### 2004
- Csákovics Gyula
- Gulyás P. Pál
- Györffy László
- Kellei György
- Kovács Ferenc
- Marafkó László
- Orosz Adrienn
- Sarusi Mihály
- Szarka Zita
- Vass Z. Zsolt

### 2005
- Balázs Attila
- Györffy László
- H. Bartha Lajos
- Horváth Péter
- Kellei György
- Kovács István
- V. Kulcsár Ildikó
- Tüskés Tibor

### 2006
- Géczi János
- Kellei György
- Kodolányi Gyula
- Pósa Zoltán
- Sarusi Mihály

### 2007
- Gyárfás Endre
- Medgyesi Gabriella
- Nagy Anikó
- Tóth Krisztina
- Vasy Géza
- Végh Attila

### 2008
- Báger Gusztáv
- Gulyás Péter Pál
- Kapecz Zsuzsa
- Nagy Gábor
- Praznovszky Mihály
- Szikora József

### 2009
- Aczél Géza
- Alexa Károly
- Ferdinandy György
- Péntek Imre
- Szentmártoni János

### 2010
- Balogh Elemér
- Bartusz-Dobosi László
- Kemény Tamás (Tomaso Kemény)
- Kristóf Attila
- Majoros Sándor

### 2011
- Dobozi Eszter
- Gál Soma
- Sárközy Péter
- Szigethy Gábor
- Vathy Zsuzsa

### 2012
- Baán Tibor
- Deme Tamás
- Kontra Ferenc
- Lehóczky Ágnes
- Szikora József

### 2013
- Csontos János
- Cs. Kovács Márta
- Tóth László
- Száraz Miklós György

### 2014
- Balázs Géza

### 2015
- Berta Zsolt

### 2017
- Bakonyi István
- Bíró Gergely
- Lőrincz Sándor